# 法蘭克-赫茲實驗

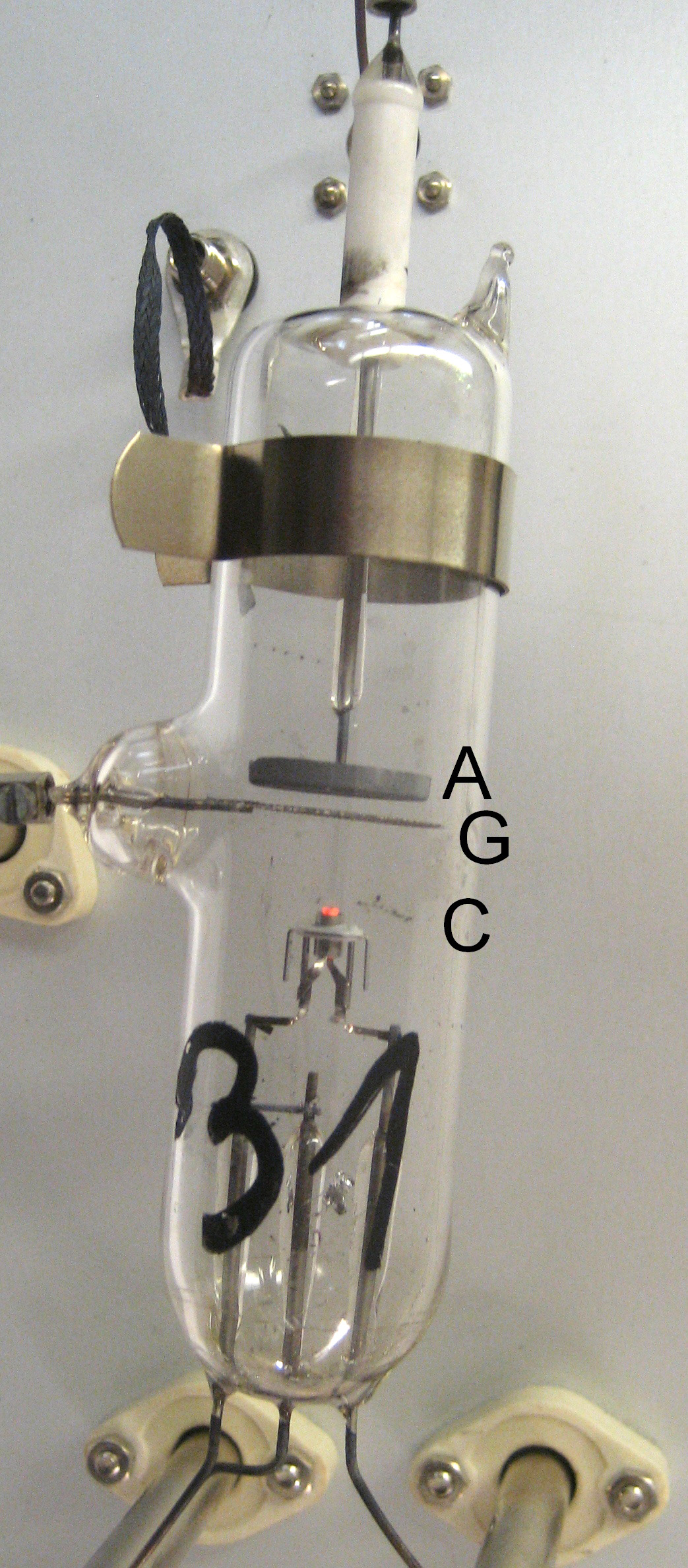
教学实验室中用于法兰克-赫兹实验的真空管的照片。C为阴极，阴极本身很热，呈现出橙色。它发射通过电子通过G，并被阳极（A）吸收，成为电流。

法蘭克-赫茲實驗是一個由德國物理學家詹姆斯·法蘭克和古斯塔夫·赫茲完成的著名物理實驗。這實驗首先直接地證實了波耳模型離散能級概念的正確性。1914年，他們發表了這令人信服的實驗結果，對於現代量子力學被科学界接受做出重大的貢獻。由于他们「發現那些支配原子和電子碰撞的定律」，法蘭克和赫茲共同得到1925年諾貝爾物理學獎。
在尼爾斯·波耳創建的波耳模型裏，電子是繞著原子核運行於離散能級的軌道。法蘭克-赫茲實驗顯示出，原子的确只能夠吸收（受激）特定數量的能量（量子），因此证实了波耳原子的能級是離散的。

## 實驗設置與結果

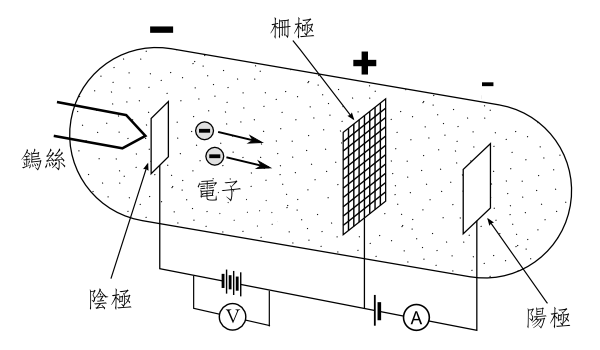
法蘭克-赫茲實驗簡圖。

這個經典實驗的主要實驗器具是一個類似真空管的管狀容器，稱為水銀管，內部充滿溫度在 {\displaystyle 140^{\circ }C\,\!} 與 {\displaystyle 200^{\circ }C\,\!} 之間，低氣壓的水銀氣體。水銀管內，裝了三個電極：陰極、網狀控制柵極、陽極。陰極的電勢低於柵極跟陽極的電勢，而陽極的電勢又稍微低於柵極的電勢。陰極與柵極之間的加速電壓是可以調整的。通過電流將鎢絲加熱，鎢絲會發射電子。由於陰極的電勢高於鎢絲的電勢，陰極會將鎢絲發射的電子往柵極方向送去。因為加速電壓作用，往柵極移動的速度和動能會增加。到了柵極，有些電子會被吸收；有些則會繼續往陽極移動。通過柵極的電子，必須擁有足夠的動能，才能夠抵達陽極；否則，會被柵極吸收回去。裝置於陽極支線的安培計可以測量抵達陽極的電流。

抵達陽極的電流與加速電壓的關係線形圖。

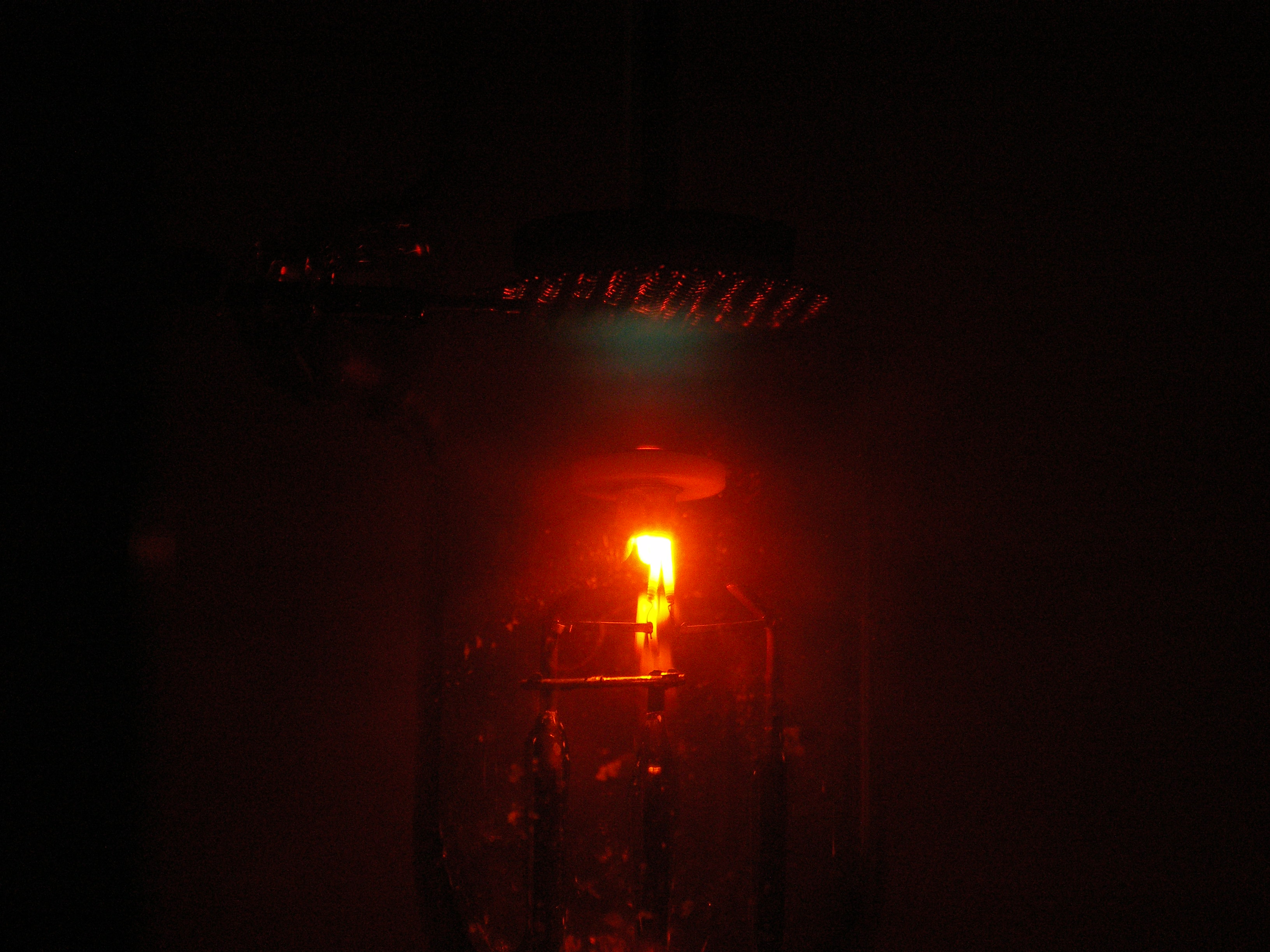
在這個加速電壓為10V的法蘭克-赫茲實驗裏，可以隱約看到兩層圓柱對稱的青藍色扁碟形光。

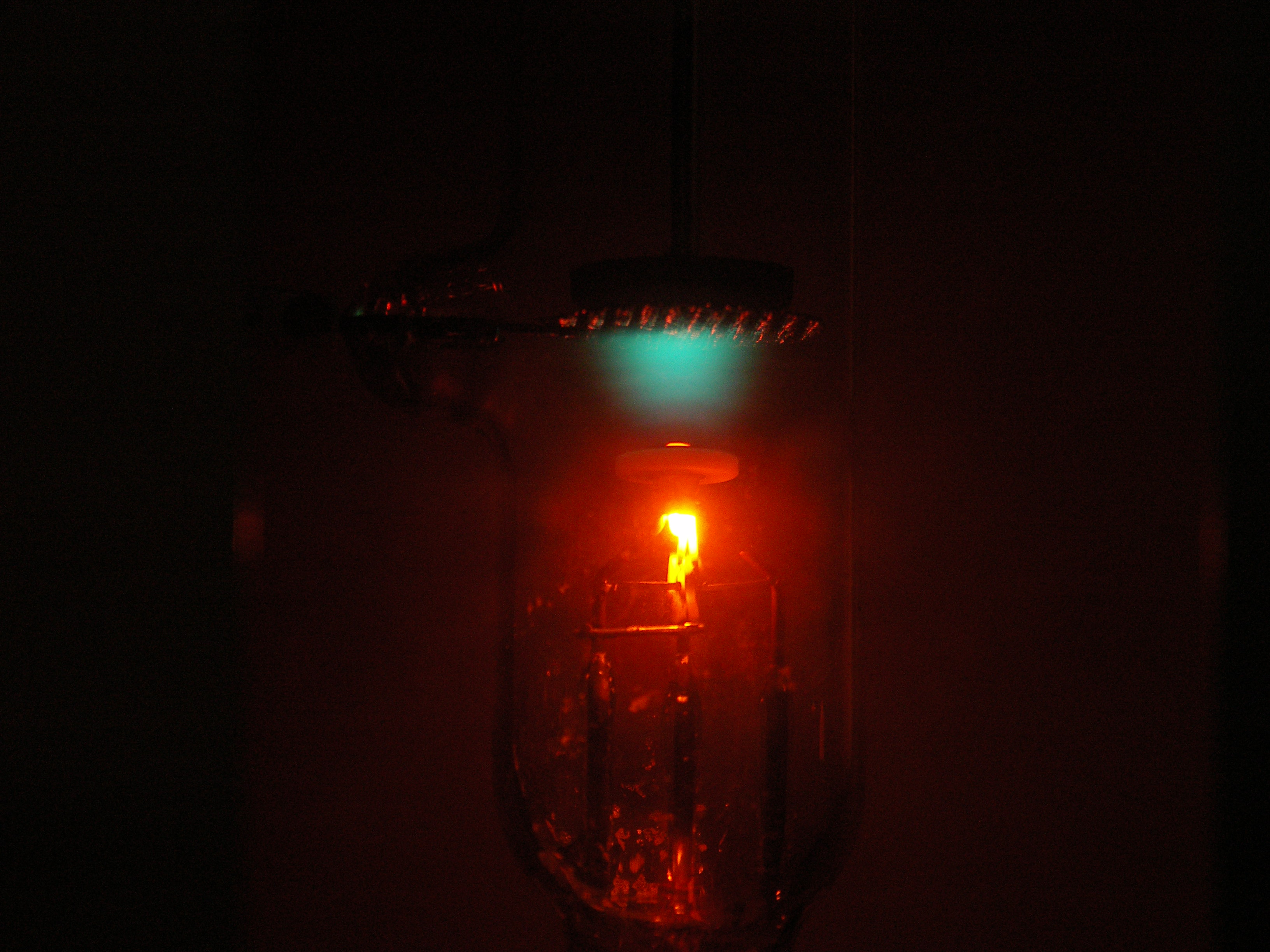
在這個加速電壓為24V的法蘭克-赫茲實驗裏，可以隱約看到五層圓柱對稱的青藍色扁碟形光。

- 當加速電壓很低，小於 4.9 伏特 ({\displaystyle V\,\!}) 時，隨著電壓的增加，抵達陽極的電流也平穩地單調遞增。
- 當電壓在 4.9 伏特時，電流猛烈地降低，幾乎降至 0 安培。
- 繼續增加電壓。再一次，同樣地，電流也跟隨著平穩地增加，直到電壓達到 9.80伏特。
- 當電壓在 9.8 伏特時，又觀察到類似的電流猛烈降低。
- 電壓每增加 4.9 伏特，電流就會猛烈降低。這樣系列的行為最少繼續維持至 100 伏特電壓。

## 實驗結果詮釋
使用彈性碰撞和非彈性碰撞的理論，法蘭克和赫茲給予了這實驗合理的解釋。當電壓很低時，被加速的電子只能獲得一點點能量。他們只能與水銀原子進行純彈性碰撞。這是因為量子力學不允許一個原子吸收任何能量，除非碰撞能量大於將電子躍遷至較高的能量量子態所需的能量。
由於是純彈性碰撞，系統內的總動能大約不變。又因為電子的質量超小於水銀原子的質量，電子能夠緊緊地獲取大部分的動能。增加電壓會使電場增加，剛從陰極發射出來的電子，感受到的靜電力也會加大。電子的速度會加快，更有能量地衝向柵極。所以，更多的電子會衝過柵極，抵達陽極。因此安培計讀到的電流也會單調遞增。
水銀原子的電子的最低激發能量是 4.9 {\displaystyle eV\,\!} 。當加速電壓升到 4.9 伏特時，每一個移動至柵極的自由電子擁有至少 4.9 {\displaystyle eV\,\!} 動能（外加電子在那溫度的靜能）。自由電子與水銀原子可能會發生非彈性碰撞。自由電子的動能可能被用來使水銀原子的束縛電子從一個能量量子態躍遷至另一個能量量子態，從而增加了束縛電子的能極，稱這過程為水銀原子被激發。但是，經過這非彈性碰撞，自由電子失去了 4.9 {\displaystyle eV\,\!} 動能，它不再能克服柵極與陽極之間負值的電壓。大多數的自由電子會被柵極吸收。因此，抵達陽極的電流會猛烈地降低。
假設加速電壓超過 4.9 伏特，自由電子會在從陰極移動至柵極的路途中，遇到一個非彈性碰撞，失去 4.9 {\displaystyle eV\,\!} ，然後繼續被加速。照着這方式，在電壓超過 4.9 {\displaystyle eV\,\!} 之後，電流重新單調遞增。當電壓在 9.8 伏特時，情況又有改變。每一個自由電子有足夠的能量造成兩次非彈性碰撞，失去 9.8 {\displaystyle eV\,\!} 。自由電子又無法抵達陽極。安培計讀到的電流再度會猛烈地降低。電壓每增加 4.9 伏特，就會發生一次這種狀況，電子累積足夠能量(4.9 {\displaystyle eV\,\!}的整數倍)後，造成更多次的非彈性碰撞。

## 發生在其它氣體的效應
氖氣體也會發生類似的行為模式，可是電壓間隔大約是 19 伏特。程序是相同的，只有閾值不同。當電壓在 19 伏特時，在柵極附近，氖氣體會發光。激發的氖原子會發射橘紅色光線。越增加電壓，自由電子越早累積到足夠的動能 19 {\displaystyle eV\,\!} ，發光處會離陰極越近。當電壓在 38 伏特時，在氖氣體管裏會有兩個發光處。一處在陰極與柵極中間，一處在柵極附近。電壓加高，每增加 19 伏特，就會多形成一個發光處。

## 參閱
- 拉塞福散射